# Arthrolips sparsus
Arthrolips sparsus är en skalbaggsart som beskrevs av Thomas Casey 1900. Arthrolips sparsus ingår i släktet Arthrolips och familjen punktbaggar. Inga underarter finns listade i Catalogue of Life.